# Sân cứng

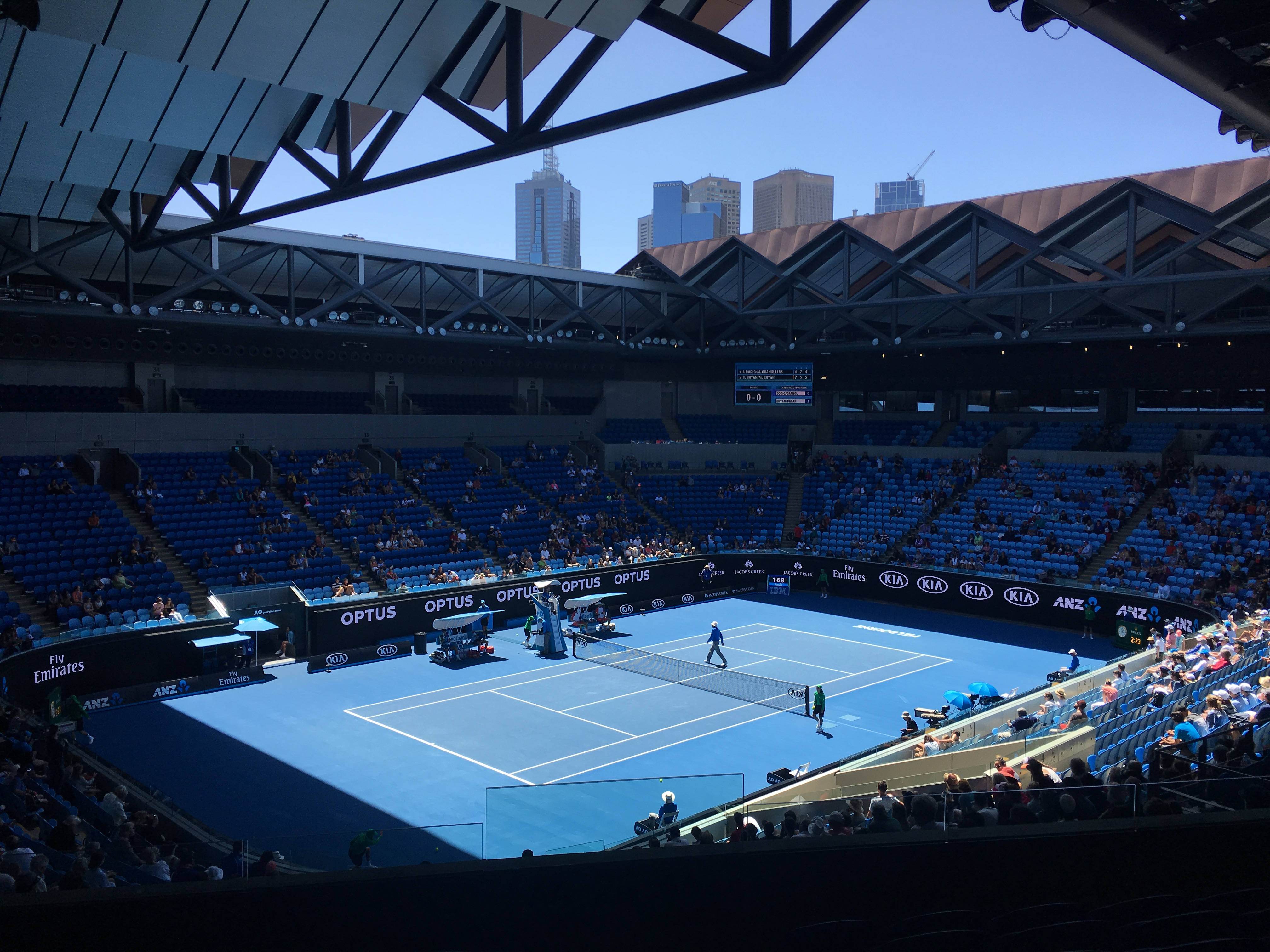
Sân Margaret Court Arena của Giải quần vợt Úc Mở rộng được chơi trên mặt sân cứng.

Sân cứng là một thể loại sân dùng được dùng để thi đấu thể thao, trong đó quần vợt là môn dùng nhiều nhất.

## Đặc điểm
Sân cứng thật sự có nhiều loại khác nhau. Có thể nó chỉ giản dị là sân xi măng hoặc nó được làm bởi nhiều lớp cao su mỏng trộn với cát rồi đổ lên mặt xi măng. Loại sân này thường làm cho bóng đi nhanh, nảy cao và đều. Nó thường thích hợp với những tay vợt thích phát bóng và lên lưới (serve and volley) nhưng người ta cũng có thể làm cho mặt sân này "chậm" hơn lại bằng cách làm cho mặt sân nhám hơn hay mềm hơn.
Trong lịch sử các giải Grand Slam thì sân cứng đã từng được sử dụng tại Giải quần vợt Úc Mở rộng kể từ năm 1988 và Giải quần vợt Mỹ Mở rộng kể từ năm 1978.

## Các thể loại sân cứng nổi bật
- DecoTurf[1]
- GreenSet[2]
- Laykold[3]
- Plexicushion[4]
- Rebound Ace[5][6]
- SportMaster Sport Surfaces[7]